# Борщов, Адриан Воинович
Адриан Войнович Борщов (1888 — 22 ноября 1952, Сетиф) — русский офицер, танкист, последний (из известных) потомок курской ветви рода Борщовых, штабс-капитан, мемуарист, активный участник эмигрантского движения. Участник Первой мировой войны и гражданской войны.

## Биография
Сын Воина Адриановича Борщова и Александры Александровны Борщовой. Был женат на Борщовой Елизавете Николаевне.
Окончил Первый кадетский корпус (1907), Михайловское артиллерийское училище, Офицерскую автомобильную школу.
Выпущен в 1910 году в 25 артиллерийскую бригаду (г. Двинск), в рядах которой выступил на войну 1914 года. Весной 1915 года по болезни был эвакуирован в Петроград, лечился грязями в Саках и Евпатории. По выздоровлении в начале 1916 года прошёл 3-х месячный курс Бронеавтомобильной Школы в Петергофе и был назначен в 33-й  автоброневой взвод. В 1917 году попал на Галицийский фронт в состав XI армии  против австрийцев.
25 сентября 1917 года получил Орден Святого Георгия 4-й степени.
После развала армии 1918 год провел на Украине. Месяца 3 служил в Киеве в Панцырном дивизионе у Гетмана (Скоропадского), который формировал его бывший командир XI бронедивизиона генерал Новиков.  В декабре уехал из Харькова в Одессу и оттуда в Новороссийск и Екатеринодар. Там встретил многих старых сослуживцев – броневиков и с апреля 1919 года формировал II отряд танков, прибывших из Англии с английскими инструкторами. Имел в командовании 3 тяжелых танка Mark-V. С ними воевал весь 1919 год: был под Царицыным в качестве командира 2-го танкового отряда входящий в 1-й дивизион. Брал с ними Курск (свой родной город) и Орел. К концу года заболел и был эвакуирован в Пятигорск к моменту потери Ростова. Далее вторично заболен сыпным тифом и был эвакуирован из Новороссийска на корабле "Владимир" в Салоники и на остров Лемнос.
В мае 1920 года вернулся в Крым. В августе 1920 командовал V танковым отрядом в боях на Каховке. Эвакуирован с Русской армией генерала Врангеля на  броненосце Георгий Победоносец в Галлиполи и Бизерту. В Тунисе работал конюхом на казенном конном заводе и рабочим по проводке телеграфных линий, затем топографом с осени 1921 года. Весною 1923 года перешел в казенное учреждение “Travaux Publics” и осенью того же года переехал в Алжир, где  устроился в “Ponts et Chaussees”. Работал также в центральной Африке и Парагвае.
Умер 22 ноября 1952 года от последствий тяжёлой операции на ноге.
Оставил воспоминания про 1-й кадетский корпус, Михайловское артиллерийское училище, 25-ю артиллерийскую бригаду, службу в танковых частях и бои на Каховке (частично опубликованы в журналах «Военная быль» (1957, 1958, 1969) и «Кадетская Перекличка (журнал)», Нью-Йорк (1980, 1981). Все опубликованные статьи взяты из его дневника, переданного вдовой. Сами рукописные дневники находятся у хранителя архива "Военной Были" М. Блинова и частично переданы в Дом русского зарубежья им А. Солженицына.

## Семья
- жена Елизавета Николаевна (1 октября 1885 — 1 декабря 1973, США).

## Награды
- Кавалер орденов Святого Георгия IV степени — Приказ по 11-й армии от 25.09.1917 № 676. Награждён за отличие в 11-м броневом автомобильном дивизионе. Ф.409. Оп.1. п/с 4433 (1911); Ф.409. Оп.4. Д.528 (1917).